# Теорема відповідності (теорія груп)
Нехай {\displaystyle N} це нормальна підгрупа {\displaystyle G} і нехай {\displaystyle H} буде підгрупою {\displaystyle G}, що містить {\displaystyle N.} Тоді відображення 
{\displaystyle \psi :\{}підгрупи {\displaystyle G,} що містять {\displaystyle N\}\to \{}підгрупи {\displaystyle G/N\},H\mapsto \psi (H)=H/N} — бієкція.
Також, {\displaystyle H} це нормальна підгрупа {\displaystyle G} тоді й лише тоді, якщо {\displaystyle H/N} це нормальна підгрупа {\displaystyle G/N.}

## Доведення
Спочатку доведемо, що {\displaystyle \psi } — це бієкція.
Ін'єктивність. Якщо {\displaystyle H_{1}/N=H_{2}/N}, тоді класи суміжності обох підгруп однакові, тобто для будь-якого {\displaystyle h_{1}\in H_{1}} ми маємо {\displaystyle h_{1}N=h_{2}N} для певного {\displaystyle h_{2}\in H_{2},} з чого випливає, що {\displaystyle h_{2}^{-1}h_{1}\in N\subset H_{2}}, отже {\displaystyle h_{1}\in H_{2},} що доводить, що {\displaystyle H_{1}\subseteq H_{2}.} Проводячи такий самий аргумент у зворотному напрямку маємо, що {\displaystyle H_{1}=H_{2}.}
Сюр'єктивність. Нехай {\displaystyle Q} буде підгрупою {\displaystyle G/N} і нехай {\displaystyle \pi :G\to G/N} буде канонічною проєкцією. Тоді,
{\displaystyle \pi ^{-1}(Q)=\{a\in G,aN\in Q\}.}
Це підгрупа {\displaystyle G,} що містить {\displaystyle N} і
{\displaystyle \psi (\pi ^{-1}(Q))=\{aN,aN\in Q\}=Q.}
Залишилось довести, що {\displaystyle H\trianglelefteq G\iff H/N\trianglelefteq G/N.} Припустимо, що {\displaystyle H\trianglelefteq G.} Для кожного {\displaystyle a\in G,} нам потрібно показати, що
{\displaystyle (aN)(H/N)(aN)^{-1}=H/N.}
Тепер для будь-якого {\displaystyle hN\in H/N,} маємо
{\displaystyle (aN)(hN)(aN)^{-1}=(aha^{-1})N\in H/N}
і це все, що нам треба.
У зворотному напрямку, припустимо, що {\displaystyle H/N\trianglelefteq G/N.} Розглянемо гомоморфізм
{\displaystyle a\mapsto (aN)(H/N),}
який є композицією канонічної проєкції {\displaystyle \pi :G\to G/N} і канонічної проєкції {\displaystyle G/N} на {\displaystyle (G/N)/(H/N)} (остання можлива оскільки {\displaystyle H/N\trianglelefteq G/N).} Зараз ми хочемо показати, що {\displaystyle H} це ядро цього відображення, що завершить доведення, оскільки ядро гомоморфізма є нормальним.
Елемент {\displaystyle a} належить ядру тоді й лише тоді, коли {\displaystyle (aN)(H/N)=H/N,} тобто тоді й лише тоді, коли {\displaystyle aN\in H/N,} або ж {\displaystyle aN=hN} для деякого {\displaystyle h\in H.} Оскільки {\displaystyle N} міститься в {\displaystyle H,} це значить, що {\displaystyle aN} також міститься в {\displaystyle H,} а значить і {\displaystyle a,} що ми й хотіли довести.

## У теорії кілець
Якщо {\displaystyle {\mathcal {I}}} це двосторонній ідеал кільця {\displaystyle R,} тоді канонічне відображення 
{\displaystyle \tau :R\to R/{\mathcal {I}}}
встановлює відповідність один-до-одного між
- множиною підкілець {\displaystyle R,} що містять {\displaystyle {\mathcal {I}}} і множиною підкілець {\displaystyle R/{\mathcal {I}},}
- множиною ідеалів {\displaystyle R,} що містять {\displaystyle {\mathcal {I}}} і множиною всіх ідеалів {\displaystyle R/{\mathcal {I}}.}